# Emarhendia
Emarhendia,  monotipski rod gesnerijevki iz podtribusa Loxocarpinae, dio tribusa Trichosporeae Jedina vrsta je E. bettiana., endemična u poluotočnoj Maleziji (Bukit Charas i u blizini; država Pahang).
Rod je opisan u Beitrage zur Biologie der Pflanzen 70(2–3): 398. 1997-1998[1998]. 

## Etimologija
Rod je nazvan po M. [Murray] R. [Ross] Hendersonu (1899.-1982.), škotskom botaničaru koji je uglavnom radio u Singapuru i na Malajskom poluotoku. 

## Opis
Male saksikolne zeljaste biljke. Rastu na vlažnim vapnenačkim stijenama, osobito na ulazima u špilje. Broj kromosoma: 2n = 16.,

## Sinonimi
- Paraboea bettiana M.R.Hend.; Gard. Bull. Straits Settlements 7: 116 (1933)